# Acantothereva rungsi
Acantothereva rungsi är en tvåvingeart som beskrevs av Eugène Séguy 1935. Acantothereva rungsi ingår i släktet Acantothereva och familjen stilettflugor.
Artens utbredningsområde är Marocko. Inga underarter finns listade i Catalogue of Life.